# 시원찮은 그녀를 위한 육성방법 피날레
《시원찮은 그녀를 위한 육성방법 피날레》(일본어: 冴えない彼女の育てかた Fine, 영어: Saekano the Movie: Finale)는 2019년 10월에 개봉한 일본의 로맨스, 코미디, 애니메이션, 드라마 영화이다.
 카메이 칸타가 감독을 마루토 후미아키가 각본을 맡았다.
 일본은 2019년 10월 26일에 대한민국은 2020년 2월 27일에 개봉되었다.

## 줄거리
벚꽃이 흩날리는 언덕길에서 운명적으로 만난 소녀 카토 메구미를

메인 히로인으로 삼아 미연시를 제작하려는 아키 토모야는

게임제작 동아리 블레싱 소프트웨어를 결성한다

동아리 멤버였다가 코사카 아카네에게 스카웃된 에리리와 우타하는

필즈 크로니클의 개발 멤버가 되지만 게임 제작이 무산될 위기에 놓이는데

토모야는 필즈 크로니클의 게임 제작 무산을 막을 수 있을 것인가

그리고 메구미를 메인 히로인으로 한 블레싱 소프트웨어의 신작은?

## 출연진
- 마츠오카 요시츠구 - 아키 토모야 목소리 역
- 야스노 키요노 - 카토 메구미 목소리 역
- 오오니시 사오리 - 사와무라 스펜서 에리리 목소리 역
- 카야노 아이 - 카스미가오카 우타하 목소리 역
- 야하기 사유리 - 효도 미치루 목소리 역
- 아카사키 치나츠 - 하시마 이즈미 목소리 역
- 카키하라 테츠야 - 하시마 이오리 목소리 역